# Diego de Rojas (Córdoba)
Diego de Rojas es una localidad situada en el departamento Río Primero, provincia de Córdoba, Argentina.
Se encuentra situada a 120 km de la Ciudad de Córdoba.

## Toponimia
Diego de Rojas fue un explorador y conquistador español del siglo XVI, el primero en explorar Tucumán y abrir el camino a Jerónimo Luis de Cabrera .

## Historia
La localidad originariamente lleva el nombre de La Noria pero con el paso del tiempo los nuevos pobladores fueron dando el nombre de Diego de Rojas. El nombre dado se debe que en el año 1930 se logra instalar una estación de tren, estación Diego de Rojas, que permitió comunicar a través de cargas, localidades vecinas tales como La Puerta, Obispo Trejo, Balnearia y otras localidades permitiendo llegar a su recorrido final en la ciudad de Córdoba. Contu y ….. Se aman

## Geografía

### Población
Cuenta con 542 habitantes (Indec, 2022), lo que representa un incremento del 6% frente a los 509 habitantes (Indec, 2010) del censo anterior.
| Gráfica de evolución demográfica de Diego de Rojas entre 1991 y 2022 |
|                                                                      |
| Fuente: Censos nacionales del INDEC                                  |

### Sismicidad
La sismicidad de la región de Córdoba es frecuente y de intensidad baja, y un silencio sísmico de terremotos medios a graves cada 30 años en áreas aleatorias. Sus últimas expresiones se produjeron:
- 22 de septiembre de 1908 (116 años), a las 17.00 UTC-3, con 6,5 Richter, escala de Mercalli VII; ubicación 30°30′0″S 64°30′0″O / -30.50000, -64.50000; profundidad: 100 km; produjo daños en Deán Funes, Cruz del Eje y Soto, provincia de Córdoba, y en el sur de las provincias de Santiago del Estero, La Rioja y Catamarca[3]

- 16 de enero de 1947 (78 años), a las 2.37 UTC-3, con una magnitud aproximadamente de 5,5 en la escala de Richter (terremoto de Córdoba de 1947)[2]

- 28 de marzo de 1955 (70 años), a las 6.20 UTC-3 con 6,9 Richter: además de la gravedad física del fenómeno se unió el desconocimiento absoluto de la población a estos eventos recurrentes (terremoto de Villa Giardino de 1955)

- 7 de septiembre de 2004 (20 años), a las 8.53 UTC-3 con 4,1 Richter

- 25 de diciembre de 2009 (15 años), a las 21.42 UTC-3 con 4,0 Richter

## Economía
Su principal actividad económica es la agricultura seguida por la ganadería, el cultivo de diferentes cereales permite a los pobladores generar distintas fuente de trabajo en dicha zona rural, también se lleva a cabo otras actividad tales como la apicultura y la avicultura.